# Sulpici I de Bourges
|  | Per a altres significats, vegeu «Sant Sulpici». |

Sulpici I o Sulpici Sever (mort el 591) fou un bisbe de Bourges, venerat com a sant. No s'ha de confondre amb Sulpici Sever, escriptor llatí d'Aquitània, biogràf de sant Martí de Tours i autor cristià del segle iv.
Va ser nomenat bisbe el 584. Segons Gregori de Tours, era de noble família i un dels primers senadors de la Gàl·lia, de gran talent com a orador i expert en poètica. En morir Remigi, la seu de Bourges havia quedat vacant i alguns candidats van oferir regals al rei Gontran per aconseguir el nomenament. El rei, però, va refusar aquests suborns i va atorgar la seu a Sulpici, que se n'havia mantingut al marge.
Poc després de la consagració va convocar un concili a l'Alvèrnia, per a solucionar el conflicte entre Innocenci, bisbe de Rodés (Avairon), i Ursicí, bisbe de Caors, al voltant d'unes parròquies frontereres i que es va resoldre en favor del bisbe de Caors. El 585 assistí al Concili de Mâcon. Va morir el 591 a Bourges.